# インホイールモーター

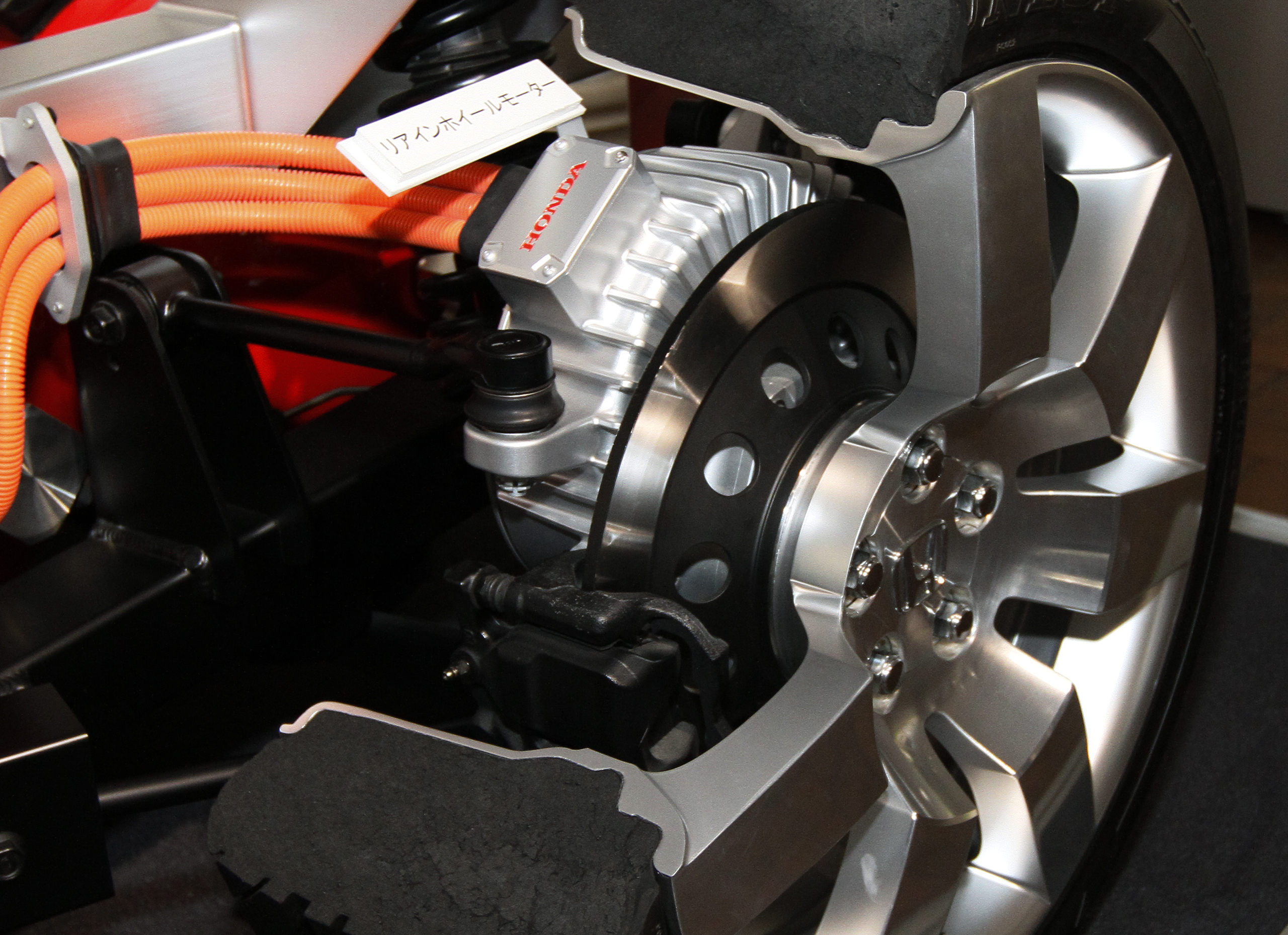
FCXコンセプト後輪のインホイールモーター

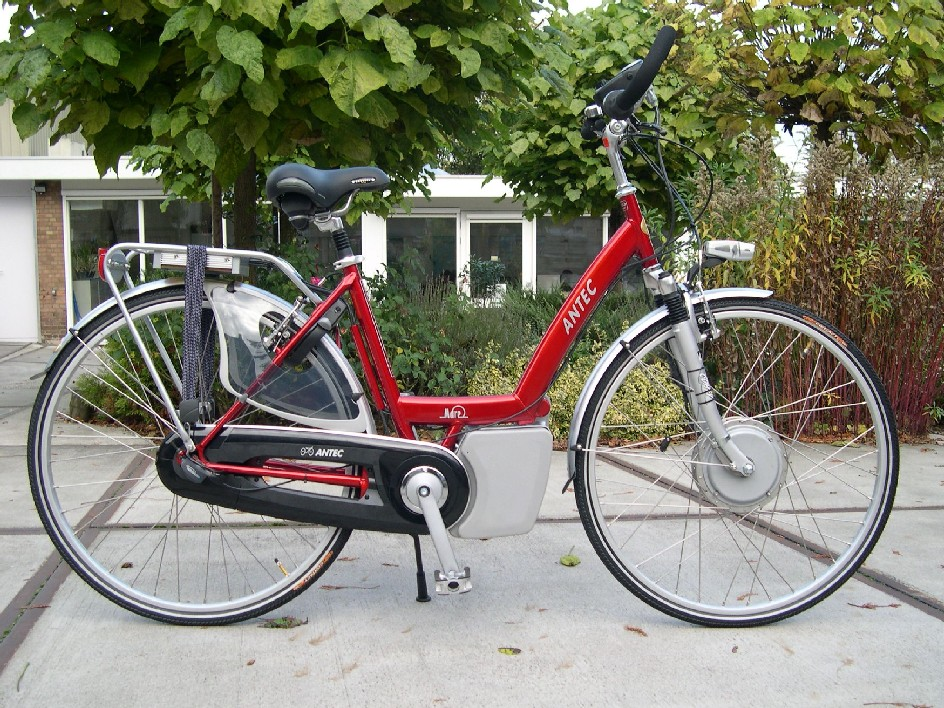
前輪にハブモーターを装備した電動自転車

インホイールモーター (英語: In-wheel motor)、ホイールモーター (英語: Wheel motor)、ハブモーター (英語: Hub motor) とは、電気自動車などに使われる、車輪のハブ内部に装備された電気モーター。次世代自動車のコンポーネント技術となると考えられている。
必ずしもホイールの内部にモーター部分が入っていなくとも、ハブと一体化して同軸で繋がっていればインホイールモーターと呼ばれる場合がある。

## 概要
古くは19世紀終わりの電気自動車にも搭載されていたが、その後内燃機関の発達で電気自動車ごと姿を消していた。20世紀後期になり、電気自動車の見直しと共に再び研究される様になった。

### 利点
- 駆動力がホイールへほとんど直接伝達されるために、従来型のギアや駆動軸などによるエネルギー損失がなく[1]、これらが省かれることで重量、容積、費用、故障、保守などの点で有利となる。
- 各車輪を個別に制御する事で駆動力配分を自在に変更できるため、横滑り防止装置やトラクションコントロールシステムの発展が期待される[2]。
- ドライブシャフトを介して車輪を駆動する自動車では、舵輪の切れ角に限界がある（40°程度）。インホイールモーターでは直進状態から真横にまで舵角を広げる事ができ、四輪駆動と四輪操舵を組み合わせる事で平行移動や超信地旋回が実現する[3][4]。
- ダイレクトドライブの場合、伝達機構によるバックラッシュが無いため制御性と快適性が高い。ドライブシャフトの共振周波数などによる制約を受けないため、緻密な制御が可能になる[5]。
- モータの種類によっては慣性モーメントを低減できるため、加速時の実質的なエネルギー効率が向上する。車両においては車体を加速させるエネルギーに加えて、モーターのローターや伝達機構などの回転体を加速させるためのエネルギーが必要になるため、慣性モーメントが小さいほうが加速に使うエネルギーは減少する。
- サスペンションと駆動機構（モーター）をモジュール化することで生産の容易性が高まる。ただし、内燃機関式のFF車やモーター車上搭載型の自動車でもサスペンションメンバーにエンジンまたはモーターを取り付けモジュール化した状態で車体に取り付ける生産方法が一般的にとられている。
- 車輪のばね下の重量が増えると乗り心地と操縦性の低下を招く[6][5]。一方で、ばね下質量が増えると共振周波数が下がることによって高速走行時には振動レベルが下がる[7]。SIM-Driveは低速時でもショックアブソーバーの調整によって広い範囲で振動を吸収できるとしている[7]。
- 軍用の装輪装甲車などでは、6輪・8輪駆動かつ損傷時の走行可能性などの要求があり、ドライブトレーンが複雑になっていたが、インホイールモーターによってこれらが単純化され、残存性の向上が期待される。[8]

### 欠点と課題
- 路面からの衝撃はタイヤを介しただけでモーター本体に伝達されるため、モーターや減速機には高い耐久性が求められる。車輪には時に10G以上の加速度が発生し、市販自動車はそれ以上の振動試験を繰り返し信頼性を確保している。それに対応するためには各部を補強したり、電機子巻線が振動による疲労で断線しないよう樹脂で固めるなどの対策が必要になり、必然的にばね下重量は増大する（このため、上記したハンドリング性能は更に悪化する）。軸は高強度のベアリングで支えることになるが、通常の自動車よりもベアリング数が多く複雑になるため、その信頼性の確保が課題となる。低回転域のトルクを補償するためにモーターと同軸に減速ギア機構も搭載する方式では、ベアリング数はさらに増え、条件は更に不利になる。これらの欠点は鉄道車両の吊り掛け駆動方式と類似している。
- モータ搭載位置が低くなるため、浸水や路上の異物などへの対処が必要になる。
- モータ設計の制約が大きい。ホイール内の空間や許容できる重量によっておのずとモータの設計（各部寸法、電磁構成、巻線方式）は決定されてしまう。その制約の中で高出力、高効率を実現しなくてはならない。
- モーターがブレーキと隣接するため、熱対策が必要になる。稀なケースではあるものの、充電池が満充電の状態で長い下り坂を降坂するなどのケースでは回生ブレーキの効果が弱まるため、ディスクブレーキを多用することになる。ブレーキローターはレーシングカーの場合で600℃以上にまで発熱し、乗用車であってもエンジンブレーキを併用せずに連続降坂を行えば300℃以上にまで発熱することがある。そのような高温になると輻射熱により周辺が熱にさらされる。インホイールモーターはディスクブレーキシステムの直近に設置されるため、電気配線の樹脂が度重なる熱ストレスで溶けたり割れたりして絶縁が破壊されたり、永久磁石電動機を使用する場合は熱減磁によるモーター不調（力行時の異常振動や、センサレス制御している場合は逆回転を始める可能性すらある）が発生しないよう、ホイール内構造を考慮する必要がある。しかし、物理的にモーターとブレーキを離せばホイール構造の大型化すなわちばね下重量増に繋がり、遮熱板を入れても結局重量は増加する。

## 種類
駆動にはダイレクトドライブと呼ばれる、モータがホイールへ直結しているもの（モータ回転数=車輪の回転数）と、伝達効率は落ちるが、減速機を間に介してトルクを増幅するものとが存在する。必ずしもどちらかの方式が高効率ということではなく、全体のバランスを考慮して選択される。
ダイレクトドライブ方式
ダイレクトドライブの場合はモータ単体で大トルクが要求されるため、トルクが稼げるアウターロータータイプを採用することが多い。減速ギアを使わないダイレクトドライブの場合はギア損失がないので大きなアドバンテージがある。しかし、モータ単体で大トルクを要求される関係上、電流依存の損失が多く発生してしまう。大トルクを実現するためには大きな直径のモータが必要になり、体積、重量ともにギアリダクション方式に比べて不利になってしまう。ばね下重量の増加も懸念事項である。強力な希土類磁石を採用することである程度は小型軽量化は可能であるが、依然としてギアリダクション方式には及ばない。
ギアリダクション方式
遊星歯車やサイクロイド減速機(Cycloidal drive)などの減速ギアを介すことでモータのトルクを増幅するもの。小型軽量化を図るための方式である。モータの大きさは最大トルクにおおむね比例するので、ギアリダクション方式では小トルク・高速回転型のモータを採用することでモータのトルク要件を緩和する。減速ギアを使うことで伝達効率は低下するが、モータ単体に大きなトルクが要求されないので電流依存の損失が少なくなるという特徴がある。減速ギアの精度やオイル粘度によって実用的な効率は大きく変わる。また、レスポンスのいいモータの特性上、バックラッシュが発生しがちなので、ギアの精度を向上させた上で制御によりバックラッシュを低減する必要がある。
モータは内側の固定子をコイル、外側の回転子をマグネットとするものを「アウターロータ」タイプ。逆に外側がコイル、内側がマグネットのものを「インナーロータ」タイプと区別することがある。ホイールの中に搭載されるという制約上、軸方向・径方向ともに小型化されたモータが要求される。軸方向の長さを短縮するために、巻線方式にはコイルエンドの小さい集中巻を採用する事例がある。径方向の大きさを小さくするために、空冷方式を採用してウォータージャケットを省略する設計も多い。

## 製造企業
- 東洋電機製造 - アウターローター式インホイールモータ[9][10]（三菱・ランサーエボリューションMIEVなど）
- 明電舎 - 電気自動車用インホイール駆動システム[11]（エリーカなど）
- NTN - インテリジェント・インホイール[12]
- ミシュラン - en:Active Wheel
- en:PML Flightlink - en:Hi-Pa Drive
- アイシン
- ZF - AVE 130[13]（メルセデス・ベンツ・eシターロなど）

## 装備した自動車

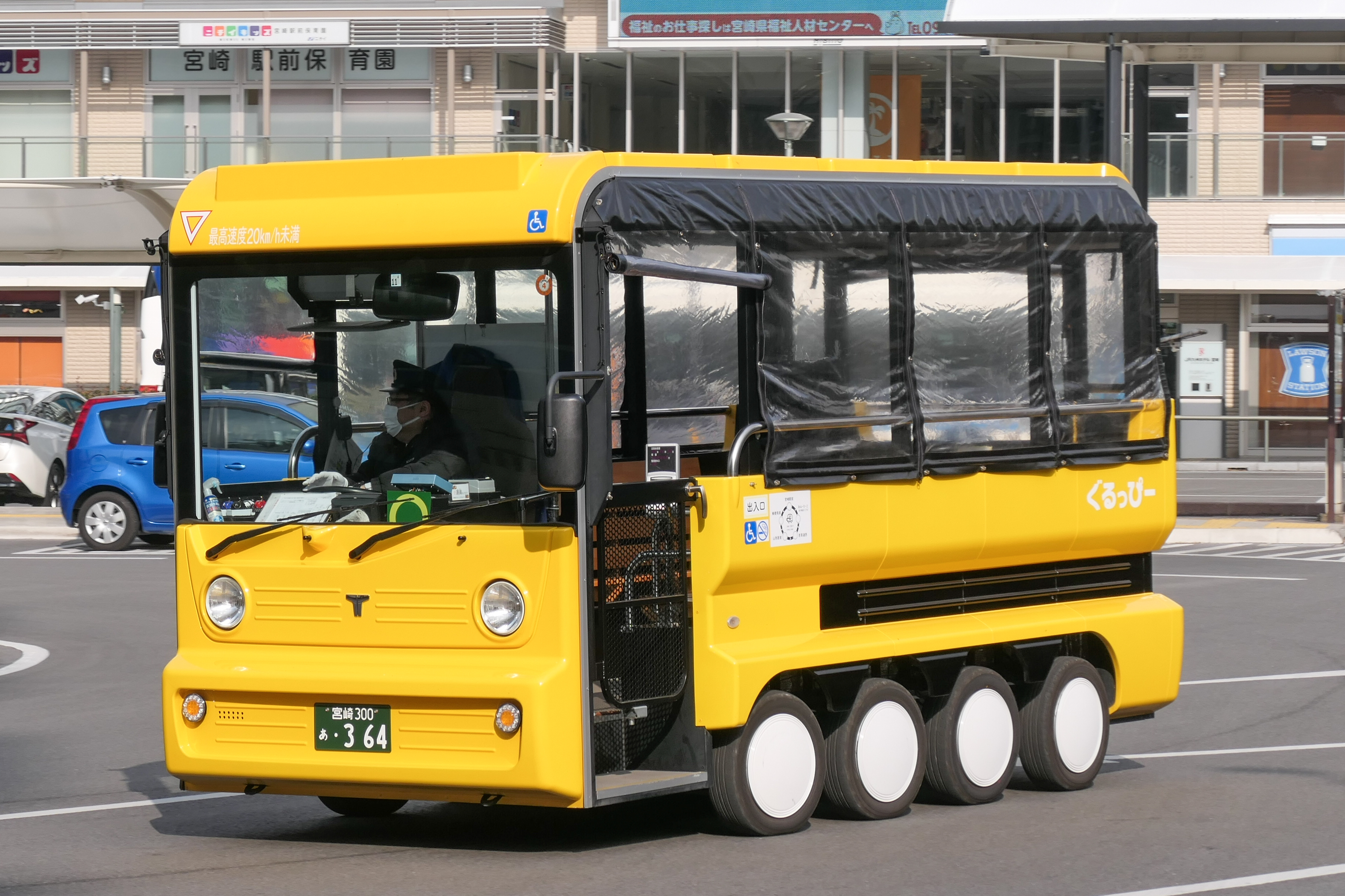
小型電動バス「eCOM-8」

- ローナーポルシェ - 内燃機関が主流になる以前の1900年にフェルディナント・ポルシェの設計で作られたハイブリッドビークル。内燃機関で発電して前二輪に備えたモーターを駆動させる。
- 月面車 - 1971年からアポロ計画に使用された月面車。前後四輪にモーターを備える[14]。
- アラコ・エブリデーコムス - 2000年に日本で発売されたマイクロカー。2004年以降はトヨタ車体・コムスとして販売されていたが、2012年のモデルチェンジでハブモーターを廃止した。
- シンクトゥギャザー・eCOM-8 - 2011年に日本で発売された小型電動バス。兄弟モデルのeCOM-10もインホイールモーターを装備する[15]。
- BYD・K9 - 中国・比亜迪汽車が生産する電動バス。
- トヨタ・C+walk - 2023年発売の着座モデル（C+walk S）でインホイールモーターを採用した。

### 試作車/実験車
- 新日本製鐵・NAV （1990年)
- 国立環境研究所・IZA （1991年）
- 四国電力・PIVOT - 車体が前を向いたままでの横方向への走行（カニ走り）、超信地旋回が可能 (1993)
- 国立環境研究所・ルシオール (1997)
- 慶應義塾大学・KAZ - 遊星歯車で減速 (2001)
- 東京大学・東大三月号-II[16](2001)
- 東京大学・カドウェルEV (2004)
- 慶應義塾大学・エリーカ (2004)
- トヨタ・Fine-X (2005)
- トヨタ・i-unit (2005)
- 三菱・ランサーエボリューションMIEV (2005)
- 日産・Pivo2（2007）
- 横浜国立大学・FPEV2-Kanon - アウターロータ方式 (2008年頃)
- SIM-Drive・SIM-LEI[17] (2011)